# اسکاتلند (آرکانزاس)
اسکاتلند (به انگلیسی: Scotland) یک منطقهٔ مسکونی در ایالات متحده آمریکا است که در آرکانزاس واقع شده‌است. اسکاتلند ۲۰۰٫۸۷ متر بالاتر از سطح دریا واقع شده‌است.